# Марков Віталій Олександрович
Віталій Олександрович Марков (рос. Виталий Александрович Марков, нар. 8 січня 1968) — радянський і російський футболіст, півзахисник і захисник.

## Кар'єра
Вихованець СДЮШОР «Зміна» Ленінград. З 1985 року — у складі ленінградського «Зеніту», але за головну команду провів лише два матчі в 1987 році в Кубку Федерації. 
У 1988—1991 грав у нижчих дивізіонах СРСР за ленінградське «Динамо». 
Після розпаду СРСР з 1992 року виступав за чернівецьку «Буковину» у новоствореній Вищій лізі України, де дебютував 7 березня 1992 року в матчі проти тернопільської «Ниви» (2:1). Всього провів у найвищому українському дивізіоні 57 матчів.
На початку 1994 року повернувся на батьківщину, ставши гравцем клубу «Сатурн-1991» з міста Санкт-Петербург, де провів наступні два сезони у Першій лізі Росії, після чого клуб був ліквідований, а Марков повернувся до «Буковини». У чернівецькому клубі, який тоді вже виступав у Першій лізі України, Марков виступав протягом усього 1996 року.
У 1997—1999 виступав за «Спартак-Орєхово», з яким за підсумками сезону 1998 року виграв свою групу Другої ліги і вийшов до Першої ліги Росії.
Професійну кар'єру закінчив у 2000 році в клубі «Спартак» (Луховиція), який також грав у Другій лізі Росії.